# De uitvaert van het vryje metzelaersgilde
De uitvaert van het vryje metzelaersgilde is een satirisch toneelstuk uit 1735 dat geldt als het vroegste bekende Nederlandstalige toneelwerk over de vrijmetselarij. De tekst verscheen anoniem, kort na het officiële verbod op vrijmetselarij door de Staten van Holland en West-Friesland.

## Inhoud
Het toneelstuk is opgezet als een kluchtige parodie op een maçonnieke begrafenis, waarin de leden van een fictieve loge bijeenkomen voor de uitvaart van een overleden broeder. Het stuk bestaat uit een prozadeel, gevolgd door een versmatige nasleepscène. Vrijmetselaren worden geportretteerd als overdreven geheimzinnig, zedeloos en pompeus. Hun ceremoniën worden bespot als belachelijke naspeling van kerkelijke en gildepraktijken, met elementen als dodenmaskers, kaarsen, zinnebeelden en obscure gezangen.

## Context
De première van het stuk viel samen met toenemende maatschappelijke onrust over de opkomst van de vrijmetselarij in de Nederlandse Republiek. In 1735 vaardigden de Staten van Holland een verbod uit op logebijeenkomsten, mede onder druk van kerkelijke en politieke tegenstanders. De uitvaert kan in dat kader worden gelezen als culturele uiting van die afkeer en als poging om vrijmetselarij belachelijk te maken voor een breed publiek.
De tekst geldt als de eerste bekende Nederlandstalige satire op de vrijmetselarij.

## Thema’s
Het stuk maakt gebruik van elementen uit de klucht en het spotspel, waaronder:
- karikaturale personages met schuilnamen;
- satire op rituele gebruiken van loges;
- insinuaties van losbandigheid en homoseksualiteit;
- spot met het geheimzinnige en esoterische karakter van de vrijmetselarij;
- parodie op de maatschappelijke pretenties van logeleden.

De geheimhouding en geslotenheid van loges maken de vrijmetselarij tot een geliefd doelwit van satire. De humor in het stuk fungeert als maatschappelijk afweermechanisme tegen wat als bedreigend of verdacht wordt ervaren.

## Functie van de satire
De satire in De uitvaert is niet slechts bedoeld om te lachen, maar ook om te bekritiseren en te vernederen. De tekst representeert een literaire variant van de visuele spot die vanaf het midden van de achttiende eeuw ook in spotprenten over vrijmetselarij terug te vinden is. Het gebruik van rituele symboliek, het uitsluiten van vrouwen en het gebruik van geheimtaal worden voorgesteld als komisch én verwerpelijk.

## Receptie en betekenis
Het toneelstuk werd vermoedelijk anoniem verspreid in drukvorm, mogelijk als pamflet of kluchtblad. Er zijn geen aanwijzingen voor een officiële opvoering. Door spot, angst en moralisme te combineren, leverde de tekst een bijdrage aan het maatschappelijke wantrouwen tegenover vrijmetselarij.
Volgens historici zoals Schaaf en Frese is de klucht een zeldzaam voorbeeld van achttiende-eeuwse satire op vrijmetselarij vanuit het burgerlijke of ambachtelijke milieu. De tekst laat zien hoe humor en ritus op gespannen voet staan: de plechtigheid van de loge wordt doorbroken door lachwekkende overdrijving.